# Мета (газета, 1939)
«Мета» — український тижневик та орган Українського Католицького Союзу, який виходив у Львові у 1931—1939 роках.
В часописі друкувалися статті на теми політичного розвитку в УРСР, в країнах Заходу та по всьому світу, які висвітлювалися з ліберально-католицької точки зору, а також репортажі про діяльність Української греко-католицької церкви. У тижневику підкреслювалася роль жіноцтва та молоді у церковному житті, присвячувалися окремі розділи літературно-культурним справам.
Редагували часопис Володимир Кузьмович, Микола Гнатишак, Михайло Демкович-Добрянський, П. Козіцький та інші. У 1932 році В. Кузьмович започаткував видання додатка «Література. Мистецтво. Наука» до тижневика «Мета».
Відновлена у грудні 2003 року під колишньою назвою, але вже як часопис Львівської архієпархії української греко-католицької церкви.